# Leah Mei Gold
Leah Mei Gold (Milford, Nuevo Hampshire; 23 de febrero de 2007) es una actriz, actriz de voz y youtuber estadounidense. Reconocida por su papel de voz como Sid Chang en la serie animada Los Casagrande, y Gloria en la serie Side Hustle, ambas de Nickelodeon. Así como Scary en la serie de Disney Channel Pretty Freekin Scary.

## Carrera
Inició su carrera en 2018, participando en la serie dramática Legión. Más tarde, interpretó como estudiante en la serie de Disney Channel Coop y Cami. En 2019, asumió el papel de voz como Sid Chang en la serie animada de Nickelodeon The Loud House y luego tras remota en la serie podcast asociada y la serie de cortos Nick Shorts Showcase, quien lo retomó como Sid. En el mismo año, Los Casagrande, retoma nuevamente como Sid Chang.
En 2021 hasta 2022, interpretó en la serie de Nickelodeon Side Hustle y luego participó como actriz de voz en el papel como Bao en la serie animada de DreamWorks Animation Madagascar: A Little Wild. Y más tarde, interpreta a Scary en la serie de Disney Channel Pretty Freekin Scary. Al año siguiente, en 2024, interpretó en la película de Nickelodeon y la plataforma de streaming Netflix The Casagrandes Movie, nuevamente como Sid Chang.

## Filmografía
| Año           | Título                | Personaje        | Notas                                       |
| ------------- | --------------------- | ---------------- | ------------------------------------------- |
| 2018          | Legión                | La hija de David | Capítulo 14                                 |
| 2018          | Coop y Cami           | Estudiante       | Episodio: «Would You Wrather Have A Hippo?» |
| 2019          | The Loud House        | Sid Chang (voz)  | Papel recurrente                            |
| 2019-2022     | Los Casagrande        | Sid Chang (voz)  | Elenco principal                            |
| 2021-2022     | Side Hustle           | Gloria           | Papel recurrente                            |
| 2023-presente | Pretty Freekin Scary  | Scary            | Elenco principal                            |
| 2024          | The Casagrandes Movie | Sid Chang (voz)  | Película de Netflix                         |